# Erika Visser

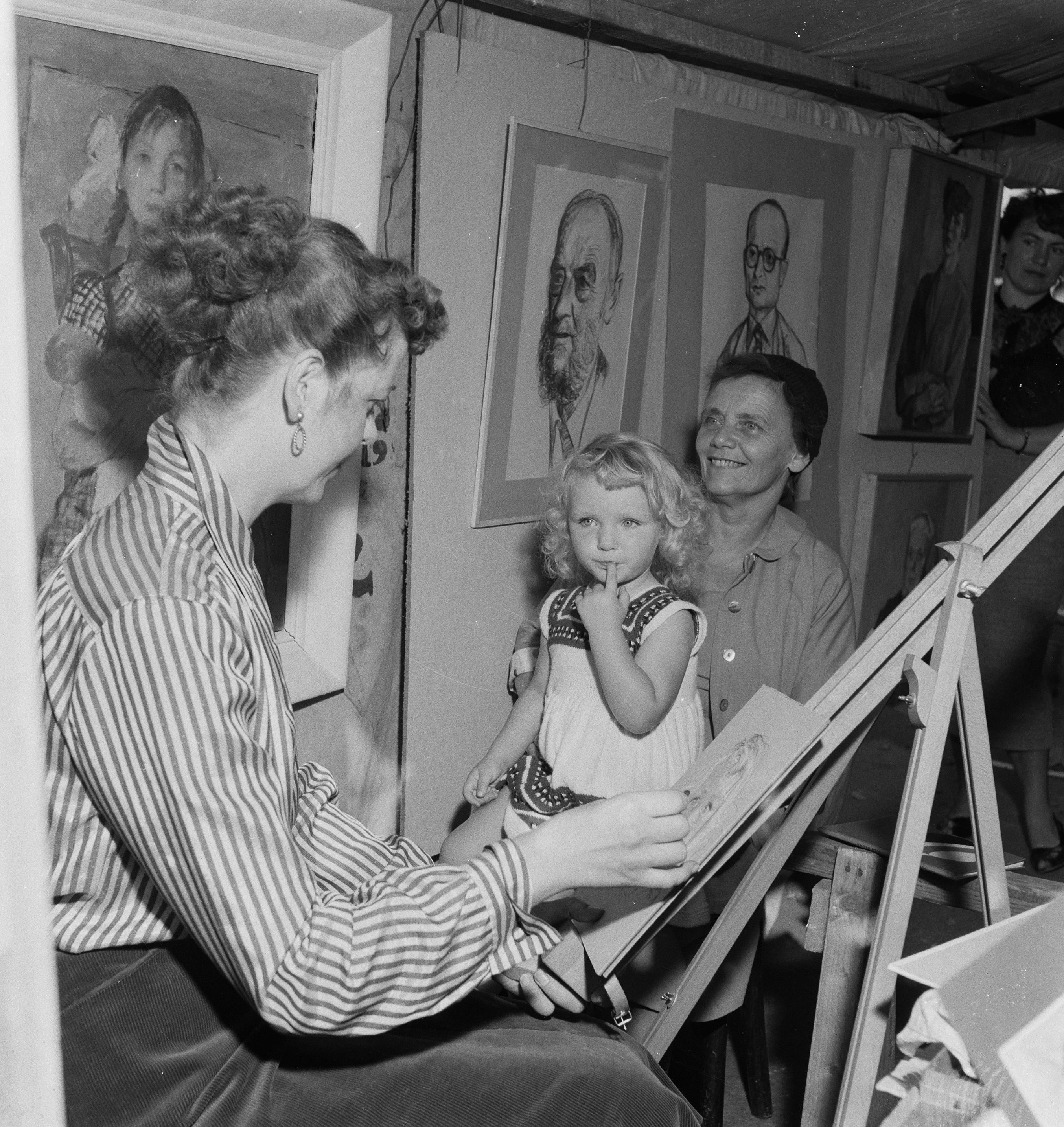
Visser aan het werk (1955)

Erika Trijntje Helene (Erika) Visser (Bochum, 21 april 1919 – Laren, 18 september 2007) was een Nederlands beeldend kunstenaar.
Visser volgde haar opleiding aan de Rijksacademie te Amsterdam onder prof. G.V.A Röling. Ze woonde vanaf 1944 in Utrecht. Aanvankelijk was ze getrouwd met de schilder Jan Boon. Uit dit huwelijk werd in 1943 een zoon geboren, Felix. In 1949 hertrouwde ze met de Utrechtse surrealist Johannes Hendrikus Moesman, ook wel Joop of Jopie genoemd. In 1965 trouwde ze met Pieter Reinkingh.
Visser was gespecialiseerd in portretten en maakte onder meer schilderijen en tekeningen van Godfried Bomans, Mensje van Keulen, Beb Vuyk (1983), Dirkje Kuik (1985), Alain Teister (1985), Adrianus kardinaal Simonis (1988), de actrice Charlotte Köhler, architect Wolfgang Wijdeveld, vele professoren, politici en collega-kunstenaars. Marten Toonder, met wie ze in haar en zijn laatste levensjaren nog een relatie had, noemde haar "portrettist van zielen". Ze overleed op 88-jarige leeftijd in het Rosa Spier Huis te Laren.
- Digitale Bibliotheek voor de Nederlandse Letteren: viss206
- Nederlandse Thesaurus van Auteursnamen: 30457709X
- RKD-Nederlands Instituut voor Kunstgeschiedenis: 81282
- Virtual International Authority File: 285425436
- WorldCat: E39PBJcgxFMBG39Yby4kCBCRKd